# Andrzej Schmidt

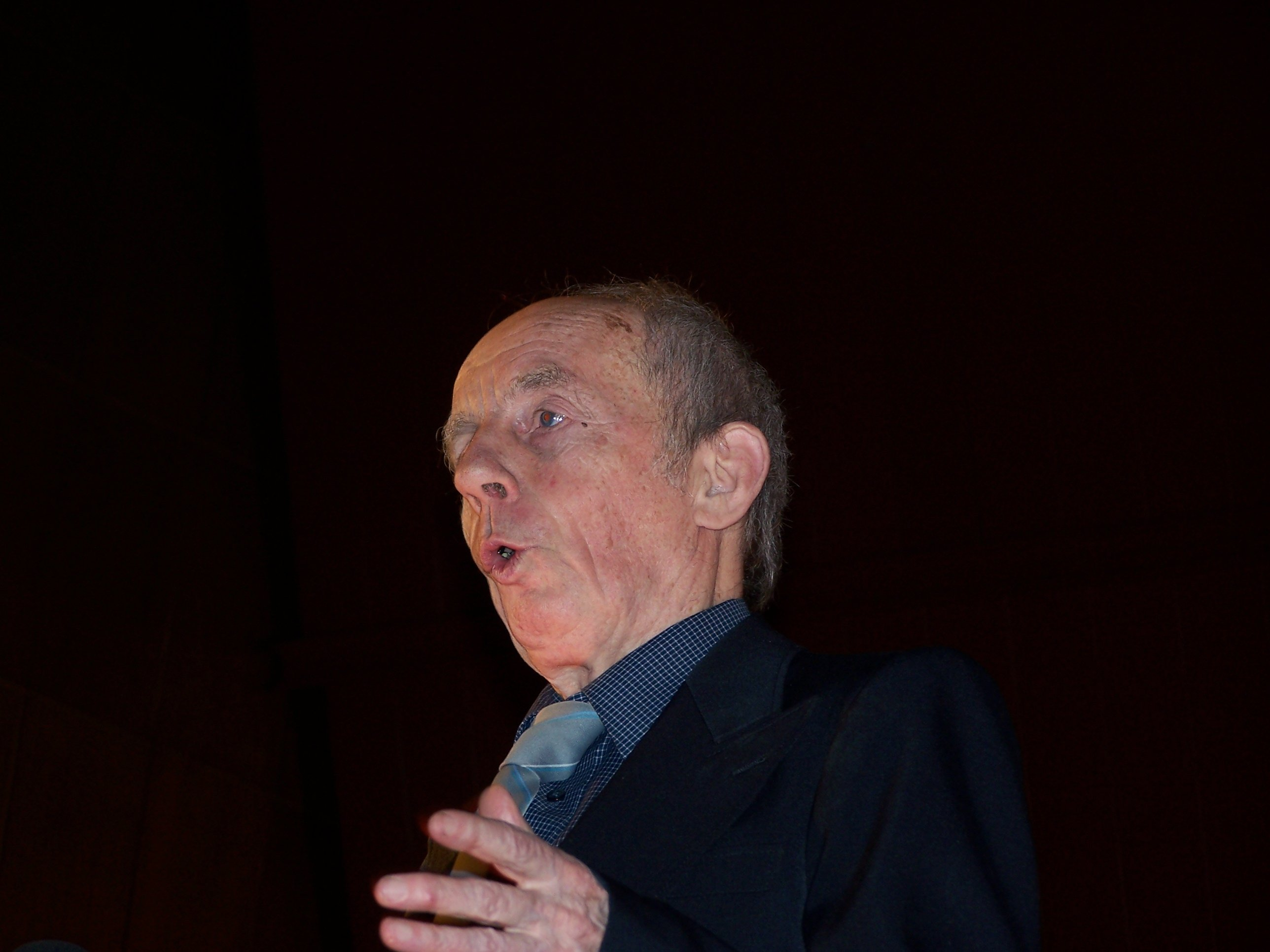
Andrzej Schmidt

Andrzej Schmidt (ur. 28 lipca 1922 w Wielkich Oczach, zm. 26 czerwca 2021) – polski historyk jazzu, profesor Akademii Muzycznej w Katowicach.
Był synem Józefa (prawnika, zm. 1946) i Jadwigi z Czernych (1897–1983), ukończył liceum we Lwowie. Po II wojnie światowej osiadł w Gliwicach. W 1967 ukończył Państwową Wyższą Szkołę Muzyczną w Łodzi. W latach 1969–1997 był wykładowcą historii jazzu na Akademii Muzycznej w Katowicach, w latach 1981–1985 był tam dziekanem Wydziału Muzyki Rozrywkowej i Jazzu. Uczył we Wrocławskiej Szkole Jazzu i Muzyki Rozrywkowej Zbigniewa Czwojdy oraz Krakowskiej Szkole Jazzu i Muzyki Rozrywkowej Grzegorza Motyki.
Schmidt był publicystą Jazz Forum, recenzentem, działaczem Polskiego Stowarzyszenia Jazzowego, autorem m.in. trzytomowej Historii Jazzu (1988–1997).